# Karl Nars
Karl Nars, född 13 augusti 1874 i Purmo, död där 28 januari 1952, var en finländsk industriman.
Nars var från 1934 innehavare av Jakobstads ångsåg. Han hade flera söner, som grundade och tillsammans utvecklade Narsföretagen till en betydande industrigrupp med verksamhet huvudsakligen inom trä- och plastindustri. En av sönerna, Walter Nars (1916–1954), startade 1943 i Jakobstad en av landets första plastindustrier, Nars Ab, som 1963 inköptes av KWH-koncernen Ab.